# Альминова, Анна Александровна
Анна Александровна Альминова (род. 17 января 1985, Киров, СССР) — российская легкоатлетка. Участница летних Олимпийских игр 2008 года. Мастер спорта России международного класса. Министр спорта и молодёжной политики Кировской области с 2018 по 2021 год.

## Биография
Анна родилась 17 января 1985 года в д.Вичевщина Куменского района Кировской области. Её родители являются спортивными педагогами. Окончила среднюю школу с золотой медалью, затем – факультет европейских языков МГГУ им. М. А. Шолохова. Дипломированный переводчик, свободно владеет английским языком.
В октябре 2011 года защитила диссертацию на тему: «Международное сотрудничество молодёжных организаций после распада СССР», получив звание кандидата исторических наук. По данным Диссернет, в 2013 году была лишена учёной степени.
В 2015 году окончила Российский международный олимпийский университет по специальности «Спортивный менеджмент».

## Спортивная карьера
Начала заниматься лёгкой атлетикой в 1993 году под руководством мамы. В 2004 году стала серебряным призёром чемпионата мира среди юниоров в Гроссето.
В 2008 году начала выступать во взрослых соревнованиях. Заняла 4 место на чемпионате России и, после отстранения призёров соревнований из-за допинга, получила право выступить на Олимпиаде в Пекине, где заняла 11 место в беге на 1500 метров.
Многократный призёр чемпионатов России в беге на 1500 м и эстафете 4x800 м. Принимала участие в нескольких этапах мировой серии Гран-при.

### Дисквалификация
12 марта 2010 года на зимнем чемпионате мира в Дохе проба, взятая у Альминовой, дала положительный результат на запрещённый препарат. Спортсменка была дисквалифицирована на три месяца, начиная с 9 апреля 2010 года. На чемпионате мира в Дохе Альминова заняла седьмое место на дистанции 1500 метров.
Лондонскую Олимпиаду пропустила из-за травмы.
30 июня 2014 года Международная ассоциация легкоатлетических федераций в своём ежемесячном информационном письме сообщила о санкциях по отношению к российской бегунье на 1500 метров Анне Альминовой. На основании отклонений показателей крови, зафиксированных в биологическом паспорте, спортсменка была дисквалифицирована на 30 месяцев (с 16 декабря 2011 года по 15 мая 2014 года). Кроме того, все её результаты, показанные после 16 февраля 2009 года, были аннулированы, в том числе 1-е место на чемпионате Европы в помещении 2009 года на дистанции 1500 м, 1-е место на чемпионате России 2009 года на дистанции 1500 м и 1-е место на чемпионате России 2010 года на дистанции 1500 м.

## Общественная и политическая деятельность
В феврале 2016 года на общественных началах стала советником по спорту губернатора Кировской области.
С ноября 2016 по ноябрь 2018 года была заместителем министра спорта Кировской области.
С 15 ноября 2018 года по 25 мая 2021 года была министром спорта и молодёжной политики Кировской области.

## Семья
В ноябре 2008 года вышла замуж за Виктора Чистякова, российского прыгуна с шестом.

## Звания и награды
- Мастер спорта России международного класса